# Phare de Piedras Blancas
Le phare de Piedras Blancas (en anglais : Piedras Blancas Lighthouse) est un phare américain situé à San Simeon, dans le comté de San Luis Obispo, en Californie.
Ce phare est géré par la Garde côtière américaine, et les phares de l'État de Californie sont entretenues par le District 11 de la Garde côtière .
Il est inscrit au Registre national des lieux historiques depuis le 3 septembre 1991.

## Histoire
Le  phare a été mis en service le 15 février 1875 équipé d'une lentille de Fresnel de 1er ordre. Il a subi des dégâts lors des tremblements de terre. De 30 m de hauteur à l'origine, il a été raccourci à 21 m. L'objectif d'origine a été démonté et il est exposé à Cambria. En 1906 il a été équipé d'une corne de brume. Il a été automatisé en 1975.

## Description
Équipé désormais d'une balise moderne de type VRB-25 (en) il émet un éclat blanc toutes les 10 secondes. Sa portée est de 21 milles nautiques (environ 39 km).
Il est accessible aux visites publiques.
Identifiant : ARLHS : USA-596 - Amirauté : G3982 - USCG : 6-0265 .

## Caractéristique dufeu maritime
Fréquense : 10 secondes (W)
- Lumière : 1 seconde
- Obscurité : 9 secondes